# King Kunta
"King Kunta" is een nummer van de Amerikaanse rapper Kendrick Lamar. Het nummer verscheen op zijn album To Pimp a Butterfly uit 2015. Op 24 maart van dat jaar werd het uitgebracht als de derde single van het album.

## Achtergrond
"King Kunta" is geschreven door Lamar, Thundercat en Redfoo en geproduceerd door Terrace Martin, Michael Kuhle en Sounwave. Tevens bevat het interpolaties van en verwijzingen naar teksten die zijn geschreven door Johnny Burns, Michael Jackson, James Brown, Fred Wesley, John Starks en Ahmad Lewis, die daardoor ook als schrijvers van het nummer worden genoemd.
De titel van "King Kunta" verwijst naar de rebelse slaaf Kunta Kinte, de hoofdpersoon van de roman Roots: Wij zwarten van Alex Haley. Ook bevat het nummer verwijzingen naar de romans Things Fall Apart van Chinua Achebe en Invisible Man van Ralph Ellison. Het nummer bevat een interpolatie van "Get Nekkid" van Johnny Burns, uitgebracht onder zijn artiestennaam Mausberg; een aantal regels van "Smooth Criminal" van Michael Jackson; elementen uit "The Payback" van James Brown, geschreven door Brown, Fred Wesley en John Starks, en een sample uit "We Want the Funk" van Ahmad Lewis.
"King Kunta" bereikte wereldwijd de hitlijsten. In thuisland de Verenigde Staten werd de 58e positie bereikt in de Billboard Hot 100, terwijl deze in het Verenigd Koninkrijk op de 56e positie in de UK Singles Chart piekte. 
In Nederland werden de Tipparade en de Nederlandse Top 40 op Radio 538 niet bereikt. Wèl bereikte de single de 70e positie in de B2B Single Top 100 en zelfs de 32e positie in de publieke hitlijst op NPO 3FM, de Mega Top 50.
In België werd het de grootste hit in de Vlaamse Ultratop 50, waar de single de 15e positie bereikte. In de Vlaamse Radio 2 Top 30 werd géén notering behaald.

## Hitnoteringen

### B2B Single Top 100
| Hitnotering week 1 t/m 3: 28-03-2015 t/m 02-05-2015 Hitnotering week 4: 02-05-2015 | Hitnotering week 1 t/m 3: 28-03-2015 t/m 02-05-2015 Hitnotering week 4: 02-05-2015 | Hitnotering week 1 t/m 3: 28-03-2015 t/m 02-05-2015 Hitnotering week 4: 02-05-2015 | Hitnotering week 1 t/m 3: 28-03-2015 t/m 02-05-2015 Hitnotering week 4: 02-05-2015 | Hitnotering week 1 t/m 3: 28-03-2015 t/m 02-05-2015 Hitnotering week 4: 02-05-2015 | Hitnotering week 1 t/m 3: 28-03-2015 t/m 02-05-2015 Hitnotering week 4: 02-05-2015 | Hitnotering week 1 t/m 3: 28-03-2015 t/m 02-05-2015 Hitnotering week 4: 02-05-2015 |
| Week                                                                               | 1                                                                                  | 2                                                                                  | 3                                                                                  |                                                                                    | 4                                                                                  |                                                                                    |
| ---------------------------------------------------------------------------------- | ---------------------------------------------------------------------------------- | ---------------------------------------------------------------------------------- | ---------------------------------------------------------------------------------- | ---------------------------------------------------------------------------------- | ---------------------------------------------------------------------------------- | ---------------------------------------------------------------------------------- |
| Positie                                                                            | 70                                                                                 | 84                                                                                 | 86                                                                                 | uit                                                                                | 94                                                                                 | uit                                                                                |

### Mega Top 50
Hitnotering: 02-05-2015. Hoogste notering: #32 (1 week).

### NPO Radio 2 Top 2000
| Nummer met noteringen in de NPO Radio 2 Top 2000 | '20  | '21  | '22  | '23  | '24  |
| ------------------------------------------------ | ---- | ---- | ---- | ---- | ---- |
| King Kunta                                       | 1650 | 1716 | 1351 | 1426 | 1175 |

1. ↑  Een vetgedrukt getal geeft de hoogste notering aan.
2. ↑  2020 was het eerste jaar met een notering voor dit nummer.